# Ploske, Starîi Sambir
Ploske (în ucraineană Плоске) este un sat în comuna Mșaneț din raionul Starîi Sambir, regiunea Liov, Ucraina.

## Demografie
Componența lingvistică a localității Ploske
     Ucraineană (100%)
Conform recensământului din 2001, toată populația localității Ploske era vorbitoare de ucraineană (100%).